# 생식모세포
생식모세포(영어: gametocyte)는 진핵생물의 종자 세포로, 생식자 발생 동안 유사분열을 통해 다른 생식모세포로 분열하거나, 감수분열을 통해 비전달 배우자세포로 분열한다. 남성 생식모세포는 정모세포라고 하고, 여성 생식모세포는 난모세포라고 한다.

## 같이 보기
- 벡사스 증후군
- 생식자
- 배세포